# Rhinatrematidae
Rhinatrematidae é uma família de anfíbios pertencentes à ordem Gymnophiona.
Os membros desta família são encontrados em países equatoriais da América do Sul.

## Taxonomia
- Género Epicrionops Boulenger, 1883
  - Epicrionops bicolor Boulenger, 1883
  - Epicrionops columbianus (Rendahl e Vestergren, 1938)
  - Epicrionops lativittatus Taylor, 1968
  - Epicrionops marmoratus Taylor, 1968
  - Epicrionops niger (Dunn, 1942)
  - Epicrionops parkeri (Dunn, 1942)
  - Epicrionops peruvianus (Boulenger, 1902)
  - Epicrionops petersi Taylor, 1968
- Género Rhinatrema Duméril e Bibron, 1841
  - Rhinatrema bivittatum (Guérin-Méneville, 1838)